# NOS (芸能事務所)
NOS（エヌオーエス、英: NOS co.,Ltd.）は、日本の芸能事務所。マネジメント・キャスティング・制作業務などを行う。2019年に杉並区から渋谷区に移転する。ベテランから若手まで幅広い年代のアーティストが所属している事務所。同時に会社事業として、発達障害支援事業を展開、著書として「ボクとママと発達障がい」「ヘルプマークのトリセツ」の原案。2017年、2018年共に舞台公演も行なっている。現在は映像を専門にキャスティングを行っている。

## 所属タレント
- 齋藤恵介
- 五十嵐小夏
- 野田涼太
- いながわしろう
- 広畑咲奈
- 川北和郁
- eren
- 古田美樹
- 古田美月
- 古田優羽
- 長原あおい
- 桜木佑大
- 椿　萌虹
- Aiming Aims
- 奏　空音　（業務提携）
- ☆ぱる先生☆(業務提携)
- 千吊（元ペンタゴン）(業務提携)活動休止